# IC 1472
IC 1472 ist eine linsenförmige Galaxie vom Hubble-Typ S0-a im Sternbild Pegasus am Nordsternhimmel. Sie ist schätzungsweise 351 Millionen Lichtjahre von der Milchstraße entfernt.
Das Objekt wurde am 25. Oktober 1891 von Rudolf Spitaler entdeckt.